# Manuel Eyzaguirre Portales
Don Manuel Eyzaguirre y Portales (Santiago, 28 de marzo de 1820 - 12 de septiembre de 1886) fue un político chileno del siglo XIX.

## Primeros años de vida y matrimonios
Hijo de don José Ignacio Eyzaguirre Arechavala y doña María Mercedes Portales y Palazuelos, hermana del ministro Diego Portales. Estudió Leyes en el Instituto Nacional, del cual se graduó en septiembre de 1843.
Casado en primeras nupcias con Teresa Echeverría y Ruiz-Tagle, sin sucesión. Al enviudar contrajo segundo matrimonio con Javiera Echaurren y García-Huidobro, con quien si tuvo descendencia, su suegro fue Gregorio de Echaurren Herrera y cuñado de Francisco Echaurren García-Huidobro, Silvestre Ochagavía Errázuriz y del expresidente Federico Errázuriz Zañartu.

## Vida política
Su carrera política la inició en el Partido Conservador, inspirado por los ideales de su tío, el ministro organizador de la República.
Elegido en 1849 Diputado por Rere, reelegido en 1852 y 1855. En las elecciones parlamentarias de 1858 fue elegido por el departamento de Caupolicán.